# Ctenomys haigi
A Ctenomys haigi az emlősök (Mammalia) osztályának rágcsálók (Rodentia) rendjébe, ezen belül a tukók (Ctenomyidae) családjába tartozó faj.

## Előfordulása
A Ctenomys haigi elsődleges előfordulási területe Argentína patagóniai részén van. Továbbá még megtalálható az úgynevezett Argentine Monte területen, amely eme ország legszárazabb térsége, valamint a valdiviai mérsékelt övi esőerdőben is. 700 méternél magasabbra nem hatol.

## Alfajai
- Ctenomys haigi haigi Thomas, 1917
- Ctenomys haigi lentulus Thomas, 1919

## Megjelenése
A hossza 15-25 centiméter, a testtömege 700 gramm. Bundája a hátán szürke, oldalain és a fején barna, míg hasa sárgás. Lábfejei csupaszok; farkán ritka a szőrözöttség. Fülei kicsik; pofája rövid.

## Életmódja
A Ctenomys haigi felnőttként magányos életmódot folytat. Élete nagy részét a földalatti járatokban tölti. Reggelenként a hímek „tuc-tuc” hanggal jelzik, hogy az adott üreg foglalt. Habár elsősorban a füves pusztákat kedveli, ez az állat a sivatagos és az esőerdő borította területeken is megél. Perjefélékkel táplálkozik, főleg a réti perje (Poa pratensis) és a Stipa speciosa nevű fajokkal. Mint sok más kis méretű rágcsáló a Ctenomys haigi is csak 1-2 évig él.

### Fordítás
- Ez a szócikk részben vagy egészben  a   Haig's tuco-tuco című angol Wikipédia-szócikk ezen változatának fordításán alapul.  Az eredeti cikk szerkesztőit annak laptörténete sorolja fel. Ez a jelzés csupán a megfogalmazás eredetét és a szerzői jogokat jelzi, nem szolgál a cikkben szereplő információk forrásmegjelöléseként.